# Anastasia Robinson
Anastasia Robinson (vers  1692 - avril 1755), ensuite connue en tant qu'Anastasia, comtesse de Peterborough, est une cantatrice anglaise de l'époque baroque, chantant en soprano et plus tard en contralto. On s'en souvient particulièrement pour avoir chanté dans plusieurs opéras de Haendel.

## Jeunesse et débuts de musicienne
Elle est la fille aînée de Thomas Robinson, peintre portraitiste qui travailla un certain temps en Italie (pays où l'on pense qu'elle est née). 
Formée pour la musique par Croft et pour le chant par Sandoni, Anastasia exerce ses talents au début de sa carrière, en privé et ses premières prestations eurent lieu lors de concerts privés donnés près du Golden Square où son père possédait une propriété. Lors de ces concerts, elle chantait en s'accompagnant au clavecin. Au début des années 1710, la vue de son père commença à baisser, et elle fut obligée de faire de son passe-temps une profession, afin d'assurer des revenus pour elle-même et sa famille.

## Carrière
Elle débute à l'opéra le 27 janvier 1714 dans Creso compilation de fragments divers.
Son association avec Haendel remonte à 1714 lorsque le compositeur compose pour elle la partie de soprano de l'Ode for the Birthday of Queen Anne. Elle rejoignit sa compagnie dès le commencement de cette année, y faisant ses débuts dans le pasticcio Creso. La même année, elle chante dans des reprises des pasticcios  Arminio et Ernelinda peut-être avec une musique de Nicola Haym) ; à plusieurs occasions, une nouvelle musique fut composée à son intention. 
Manifestement, le public londonien l'appréciait et le succès continua pour elle. En 1715 elle interpréta le rôle d'Almirena dans une reprise de Rinaldo et elle créa celui d'Oriana dans Amadigi. Lors d'une reprise de cet opéra, Haendel introduisit une nouvelle scène pour elle et pour Nicolini, le remarquable castrat qui avait créé le rôle-titre de Rinaldo.
Vers 1719, peut-être en conséquence d'ennuis de santé, sa tessiture passa de soprano à contralto. En 1720, lors de la formation, par Haendel, de la Royal Academy of Music, elle fut engagée pour un salaire annuel de 1 000 livres sterling, et crée de nombreux rôles dans les opéras de ce compositeur, notamment, Zenobia (Radamisto), Irene (Muzio Scevola), Elmira (Floridante), Matilda (Ottone), Teodata (Flavio) et, surtout, le rôle si pathétique de Cornelia dans Giulio Cesare. Elle chante aussi dans des opéras de Bononcini et d'Ariosti ainsi que dans nombre de pasticcios. Peu de temps après la création de Giulio Cesare en février 1724, elle se retire de la scène. 
En 1722 - ou peut-être en 1723 - elle épouse secrètement Charles Mordaunt, 3e comte de Peterborough, mais ce dernier ne reconnait pas ce mariage morganatique jusqu'en 1735, peu de temps avant sa mort; jusque là, ils vivent séparément, et tout le monde la considère comme sa maîtresse. Cette anecdote illustre les réticences de la bonne société anglaise vis-à-vis des artistes.
Après la mort de son mari, elle tient une sorte d'académie que fréquentent Giovanni Bononcini, Pier Francesco Tosi et d'autres artistes de renom.